# آدم‌خوار (فیلم ۱۹۸۰)
آدم‌خوار (ایتالیایی: Antropophagus) یک فیلم ترسناک ایتالیایی به کارگردانی جو داماتو است که در سال ۱۹۸۰ منتشر شد و امروزه یک فیلم کالت محسوب می‌شود.

## گزیدهٔ بازیگران
- جرج ایستمن
- تیسا فارو
- زورا کرووا
- سرنا گراندی
- مارگارت مازانتینی